# Láser de punto cuántico

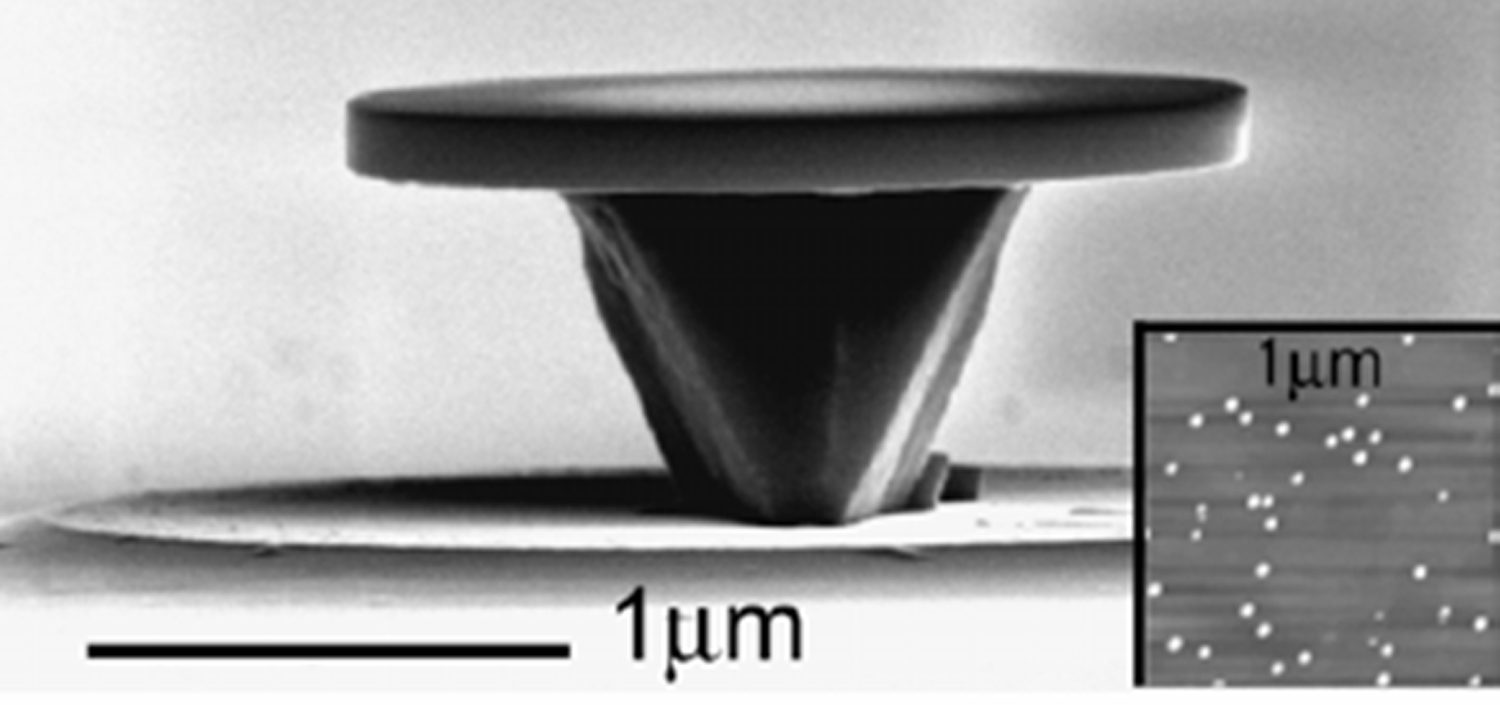
Láser de punto cuántico. Los láseres de microdisco utilizados en experimentos por el NIST, la Universidad Stanford y la Universidad Northwestern se fabrican con capas de arsénico de hierro y gravando discos de unos 1,8 micrómetros de diámetro sobre pilares de arsénico de hierro. La imagen del microscopio de túnel de escaneado (inserto) muestra algunas de las aproximadamente 130 luces de "punto cuántico" de arseniuro de galio en cada disco.

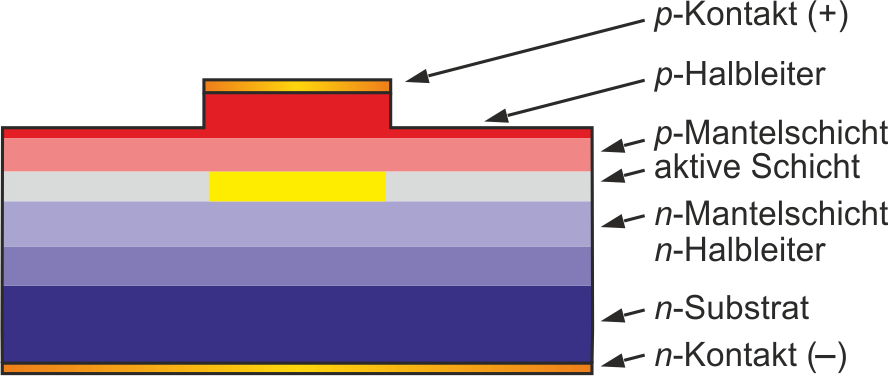
Estructura láser: capas de un láser semiconductor con puntos cuánticos ópticamente activos o películas cuánticas, rodeadas de capas de revestimiento para el guiado vertical de la onda óptica; lateralmente, la onda es guiada por la estructura de la red.

Un láser de punto cuántico es un láser semiconductor que usa puntos cuánticos como el medio activo en su región de emisión de luz. Debido al apretado confinamiento de los portadores de carga en los puntos cuánticos, exhiben una estructura electrónica similar a la de los átomos. Los láseres fabricados con medios tan activos exhiben un comportamiento bastante cercano a los láseres de gas, pero no presentan algunos de los inconvenientes asociados a los tradicionales láseres de semiconductores basados en medios activos sólidos o de pozo cuántico. Se han observado mejoras en la modulación de ancho de banda, umbral de excitación, ruido relativo de intensidad, factor de realce de ancho de línea y estabilidad con la temperatura. La región activa del punto cuántico puede diseñarse para operar con diferentes longitudes de onda variando el tamaño y la composición del punto cuántico. Esto permite que este tipo de láser pueda fabricarse para operar en longitudes de onda imposibles de obtenerse con la tecnología de láser semiconductor actual.
Recientemente, los dispositivos basados en medios activos de punto cuántico están encontrando aplicaciones comerciales en la medicina (bisturí láser, tomografía de coherencia óptica), tecnologías de exhibición de imágenes (proyección, TV láser), espectroscopia y telecomunicaciones. Con esta tecnología, se ha desarrollado un láser de punto cuántico de hasta 10 Gbit/s para uso en comunicaciones ópticas de datos y redes ópticas que es insensible a la fluctuación de temperatura. El láser es capaz de operar a alta velocidad en longitudes de onda de 1.3 μm, en un rango de temperaturas de entre 20 °C y 70 °C. Trabaja en sistemas ópticos de transmisión de datos, LANs ópticos y sistemas de Red de Área Metropolitana. En comparación al desempeño de los láseres de pozo cuántico tensado convencionales del pasado, el nuevo láser de punto cuántico alcanza una estabilidad ante la temperatura perceptiblemente más alta.